# Laferté-sur-Aube
Laferté-sur-Aube là một xã thuộc tỉnh Haute-Marne trong vùng Grand Est đông bắc nước Pháp. Xã này nằm ở khu vực có độ cao trung bình 232 mét trên mực nước biển.